# Том Рідж
Томас Джозеф «Том» Рідж (англ. Thomas Joseph «Tom» Ridge; нар. 26 серпня 1945, Манголл, Пенсільванія) — американський політик-республіканець русинського походження. Був членом Палати представників Конгресу США у 1983–1995 роках, губернатором Пенсільванії у 1995–2001 роках і Міністром внутрішньої безпеки США у 2003–2005 роках.

## Біографія
Бабуся і дідусь Ріджа за материнською лінією були русинським іммігрантами з колишньої Чехословаччини (тепер Словаччина).
У 1967 р. він закінчив Гарвардський коледж. Рідж брав участь у В'єтнамській війні, за заслуги отримав Бронзову Зірку, Медаль за службу національній обороні, Медаль в'єтнамської кампанії, в'єтнамський Хрест «За хоробрість» і Значок бойового піхотинця. Він продовжив навчання у Школі права Університету штату Пенсільванія, у 1972 році здобув ступінь доктора права і почав юридичну практику. У 1980 році Рідж був призначений заступником прокурора округу Ері, штат Пенсільванія.
Під час президентських виборів у 2008 році Том Рідж був радником кандидата Джона Маккейна. Він згадувався як один з потенційних кандидатів у віцепрезиденти.